# Indio Hills (Kalifornija)
Indio Hills je naseljeno područje za statističke svrhe u američkoj saveznoj državi Kalifornija. Prema popisu stanovništva iz 2010. u njemu je živjelo 972 stanovnika.